# 思察経
『思察経』（しさつきょう、巴: Vīmaṃsaka-sutta, ヴィーマンサカ・スッタ）とは、パーリ仏典経蔵中部に収録されている第47経。『観察経』（かんさつきょう）とも。
類似の伝統漢訳経典としては、『中阿含経』（大正蔵26）の第186経「求解経」がある。
釈迦が、比丘たちに、如来（修行完成者）を見極める6つの法を説いていく。

## 構成

### 登場人物
- 釈迦

### 場面設定
釈迦はある時、コーサラ国サーヴァッティ（舎衛城）ジェータ林（祇多林）にあるアナータピンディカ（給孤独）園、すなわち祇園精舎に滞在していた。
釈迦はそこで比丘たちに、如来（修行完成者）を見極める6つの方法を教える。
比丘たちは歓喜する。

## 日本語訳
- 『南伝大蔵経・経蔵・中部経典2』（第10巻） 大蔵出版
- 『パーリ仏典 中部（マッジマニカーヤ）根本五十経篇II』 片山一良訳 大蔵出版
- 『原始仏典 中部経典2』（第5巻） 中村元監修 春秋社